# Amarjeet Sohi
Pour les articles homonymes, voir Sohi.
Amarjeet Sohi, né le 8 mars 1964 à Banbhaura, est un homme politique canadien. Il est maire d'Edmonton depuis 2021.

## Biographie
Sohi est né dans le village de Banbhaura, du district de Sangrur dans l'État indien du Pendjab, au sein d'une famille sikh. Il émigre au Canada en 1981 et s'installe à Edmonton où il apprend l'anglais dans une école du quartier de Bonnie Doon et devient chauffeur de taxi.
Marié avec Sarbjeet depuis 1993, il est le père d'une fille.
De 2015 à 2018, il est ministre de l'Infrastructure et des Collectivités, puis de 2018 à 2019, ministre des Ressources naturelles au sein du gouvernement de Justin Trudeau.
Le 18 octobre 2021, il est élu maire d'Edmonton par 45,05 % des voix.